# Juliette et Juliette
Pour plus de détails, voir Fiche technique et Distribution.
Juliette et Juliette est un film franco-italien, réalisé par Rémo Forlani, produit par Annie Girardot et Renato Salvatori et sorti en 1974.

## Synopsis
Juliette Rosenec, vendeuse dans un grand magasin, qui vit avec Bob, un boxeur raté, gagne un concours organisé par un magazine féminin intitulé Pénélope. Une journaliste, Juliette Vidal, est chargée par le journal de faire un reportage sur la gagnante. Lors de leur première rencontre les rapports entre les deux jeunes femmes sont plutôt tendus, mais elles se réconcilient lorsqu'elles perdent toutes les deux leur emploi. Elles décident alors de fonder leur propre journal, Femmes en colère, dont le succès est fulgurant.

## Fiche technique
- Titre : Juliette et Juliette
- Réalisation : Remo Forlani
  - Assistant réalisateur : Charles Bitsch
- Scénario et dialogues : Remo Forlani et Jacqueline Voulet
- Musique : Paul Misraki
- Photographie : Jean Collomb
- Montage : Chantal Rémy
- Décors : Jean-Claude Gallouin
- Production : Jacques Dorfmann
- Pays de production :  France
- Durée : 90 minutes
- Date de sortie : 
  - France : 27 février 1974

## Distribution
- Annie Girardot : Juliette Vidal
- Marlène Jobert : Juliette Rosenec
- Pierre Richard : Bob Rosenec
- Alfred Adam : M. Rosenec
- Paulette Dubost : Mme Rosenec
- Ginette Garcin : Mlle Quiblier
- Robert Beauvais : le patron du journal
- Dominique Briand : Laurent
- Christine Dejoux : Nicole
- Philippe Léotard : le dragueur
- Claude Melki : le client
- Remo Forlani : le photographe
- Daniel Prévost : l'ami du photographe
- Jacqueline Doyen : une employée du supermarché
- Sophie Agacinski : une collaboratrice de Pénélope, puis de Femmes en colère
- Georges Aubert
- Jacques Buron
- Sylvette Cabrisseau
- Sarah Chanez
- Jo Dalat
- Dominique Delpierre
- Isabelle Ehni
- Jacqueline Fontaine
- Michel Fortin
- Anna Gaylor
- Nathalie Guérin
- Nathalie Kéryan
- Jean-Michel Molé
- Antoinette Moya
- Nancy Osthues
- Fred Personne
- Claire Nadeau
- Patrick Préjean
- Annie Savarin
- Paul Villé
- Josée Yanne
- Renzo Martini
- Loucif Hamani[1]